# Sarrieshut
Een sarrieshut was de woning van een ambtenaar, aangesteld door de Staten van de provincie Groningen (Stad en Lande). Officieel werd deze woning omschreven als cherchershuis of cherchershut en de ambtenaar had de titel van chercher. Het woord chercher is afgeleid van het Oudfranse woord sarchier, dat belasten betekent. In het Gronings werd de naam al snel verbasterd tot sarries en de cherchershut tot sarrieshut.

## Belasting
De sarrieshutten werden vanaf 1628 gebouwd in de onmiddellijke nabijheid van korenmolens. De chercher was belast met de controle op de belasting op het gemaal. Deze belasting was een recht dat geheven werd op het graan dat de boeren bij de molenaars brachten om het te laten malen. Deze zogenaamde belasting op het gemaal werd in het begin van de Tachtigjarige Oorlog ingevoerd en diende met name ter financiering van de strijd tegen Spanje. Na deze oorlog bleef de belasting gehandhaafd en werd uiteindelijk pas afgeschaft in 1855.
Omdat er veel fraude en ontduiking van de belasting op het gemaal voorkwam en straffen niet voldoende bleken te zijn, besloten de Staten van Stad en Lande en de Ommelander Staten (in de provincie Groningen) in 1628 tot het aanstellen van een chercher bij iedere molen en voor hen werden dan ook de cherchershutten bij de korenmolens gebouwd.
Ook in de provincie Friesland werden deze chercherswoningen gebouwd. Daar werden ze ook wel kijkershuizen genoemd. In de rest van het land komen ze niet voor.

## Bouw
In de gevel van de sarrieshutten werd een Bentheimer zandsteen geplaatst, waarin het wapen van de provincie Groningen was gebeiteld met daarboven een vergulde kroon en eronder het woord SAUVEGUARDE, dat bescherming, beveiliging betekent. Daarmee werd voor iedereen duidelijk gemaakt dat de sarries een door het bestuur van de provincie Groningen aangestelde ambtenaar was, die in een huis van de provincie woonde.

## Huidige situatie
Na de afschaffing van de belasting op het gemaal in 1855 zijn veel sarrieshutten verdwenen en nu resteren er in de provincie Groningen nog slechts zeven stuks die hun oorspronkelijke vorm hebben behouden. Deze zijn te vinden in Harendermolen (bij Glimmen), Oostwold, Uithuizen, Uithuizermeeden, Zandeweer, Niehove en Leermens bij 't Zandt. Sommige ervan zijn tot rijksmonument verklaard.
In Beetsterzwaag staat de enige sarrieshut die in Friesland bewaard is gebleven.
De enige sarrieshut die ook inwendig origineel bewaard is gebleven, staat aan de Schatsborgerweg nr. 4, op de grens van ’t Zandt en Leermens. In de sarrieshut is een theeschenkerij gevestigd, waardoor het mogelijk is het huisje ook van binnen te bekijken.
De sarrieshut bij de molen te Uithuizen is de enige waarbij nog sprake is van de oorspronkelijke situatie, dat wil zeggen de combinatie molen én sarrieshut, zoals dat 225 jaar lang het geval is geweest. In alle andere gevallen is òf de molen verdwenen òf de sarrieshut.
De woning voor de molen te Spijk wordt ten onrechte voor een sarrieshut aangezien; het is in werkelijkheid een molenaarswoning. Dat geldt ook voor de woning voor de molen in Westerwijtwerd.
Ook in Garnwerd staat een huisje waarop de eigenaar een bordje met de tekst Sarrieshut heeft gemonteerd. De oorspronkelijke, nu afgebroken, sarrieshut stond echter ca. 100 meter zuidelijker, schuin tegenover de molen De Meeuw.

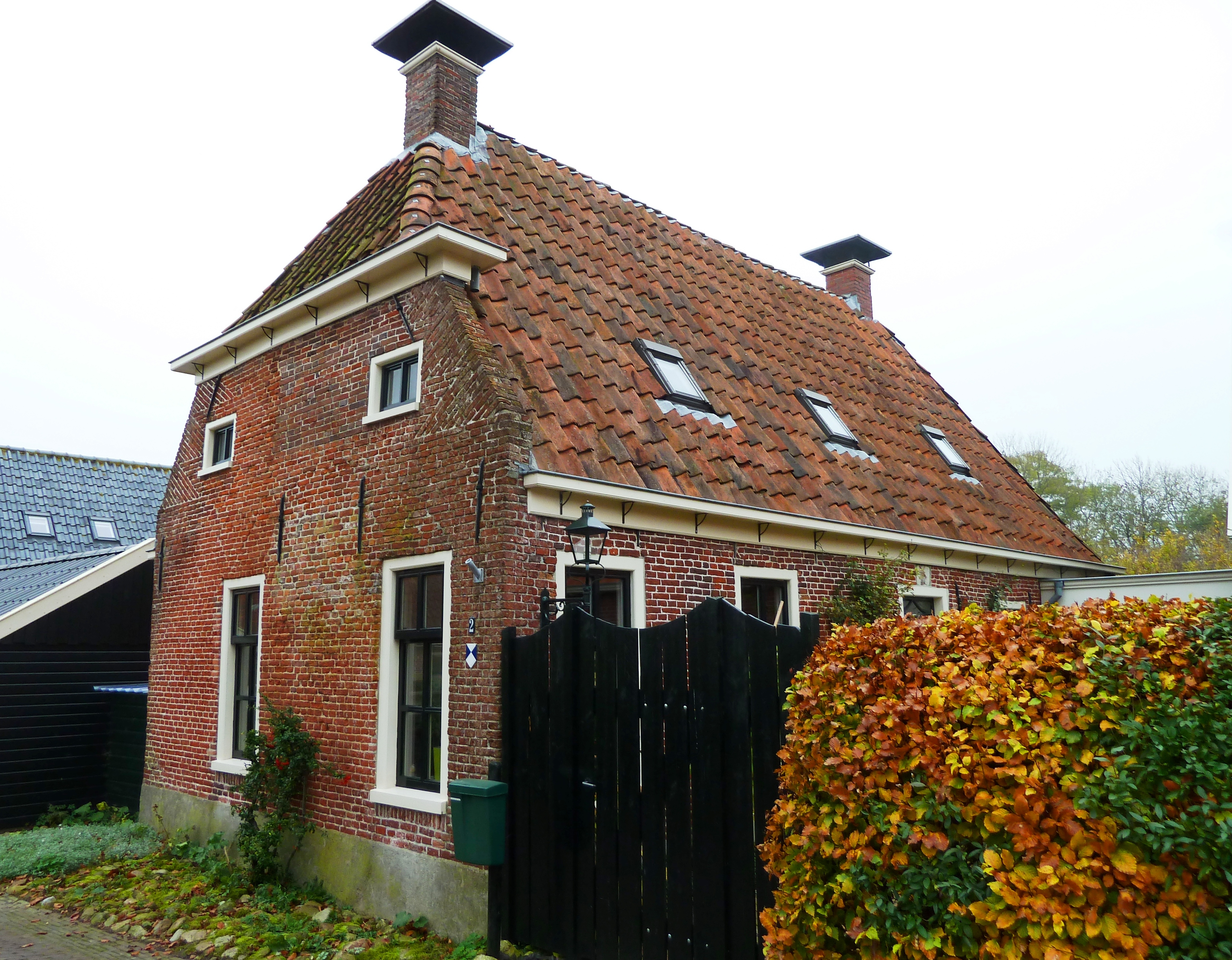
Sarrieshut in Niehove
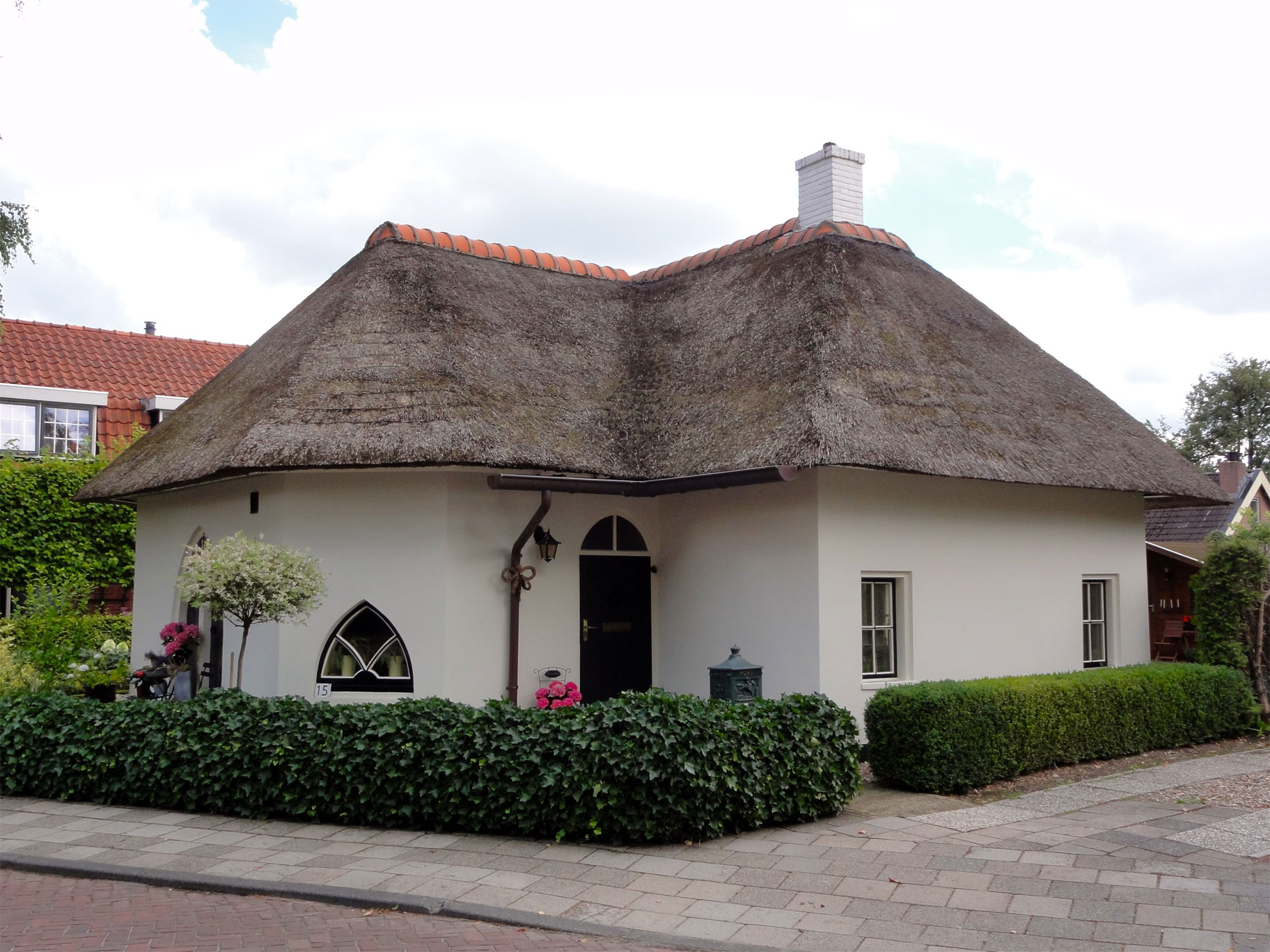
Commiezenhuis in Beetsterzwaag
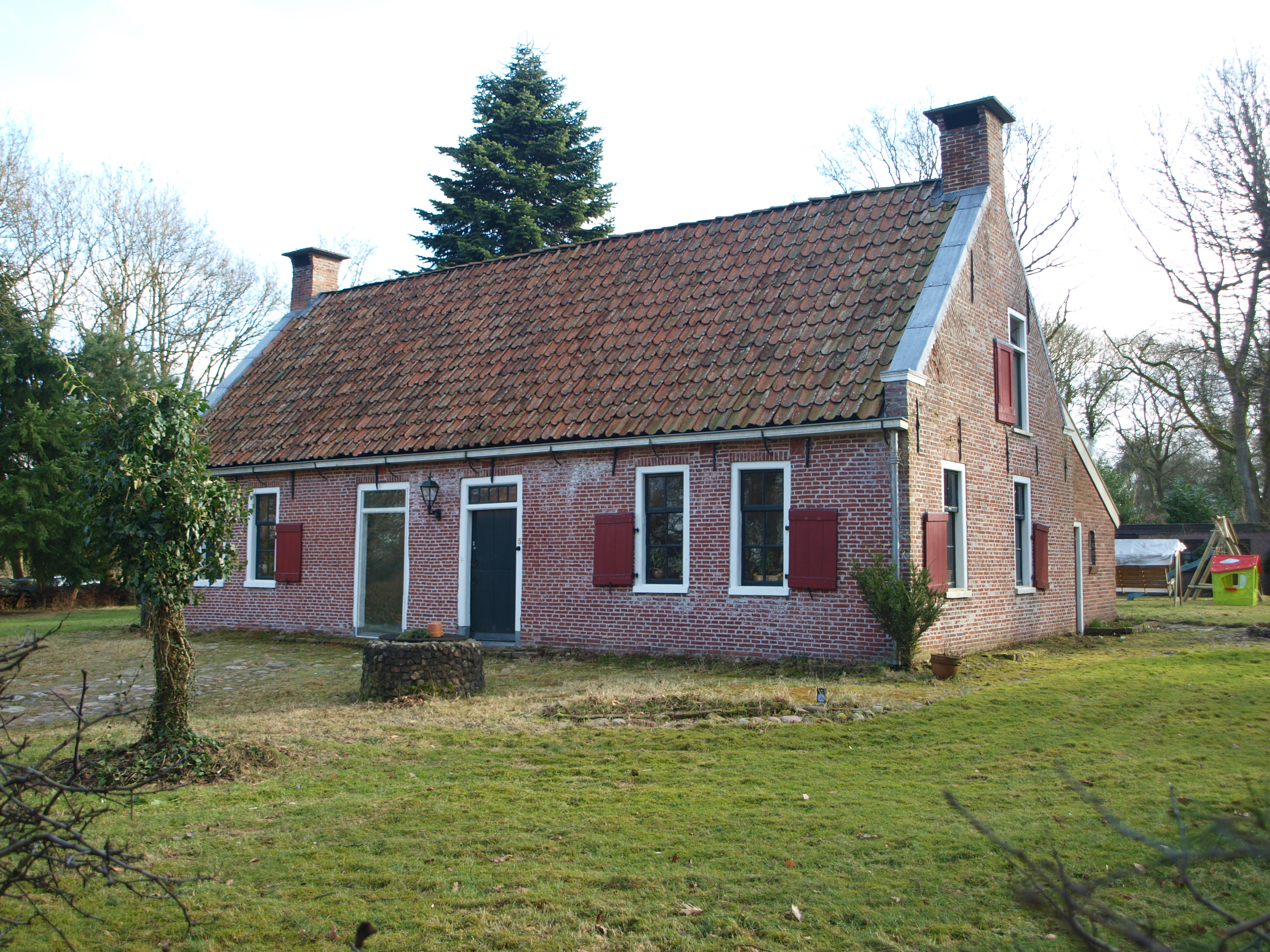
Sarrieshut aan de Hoge Hereweg te Glimmen
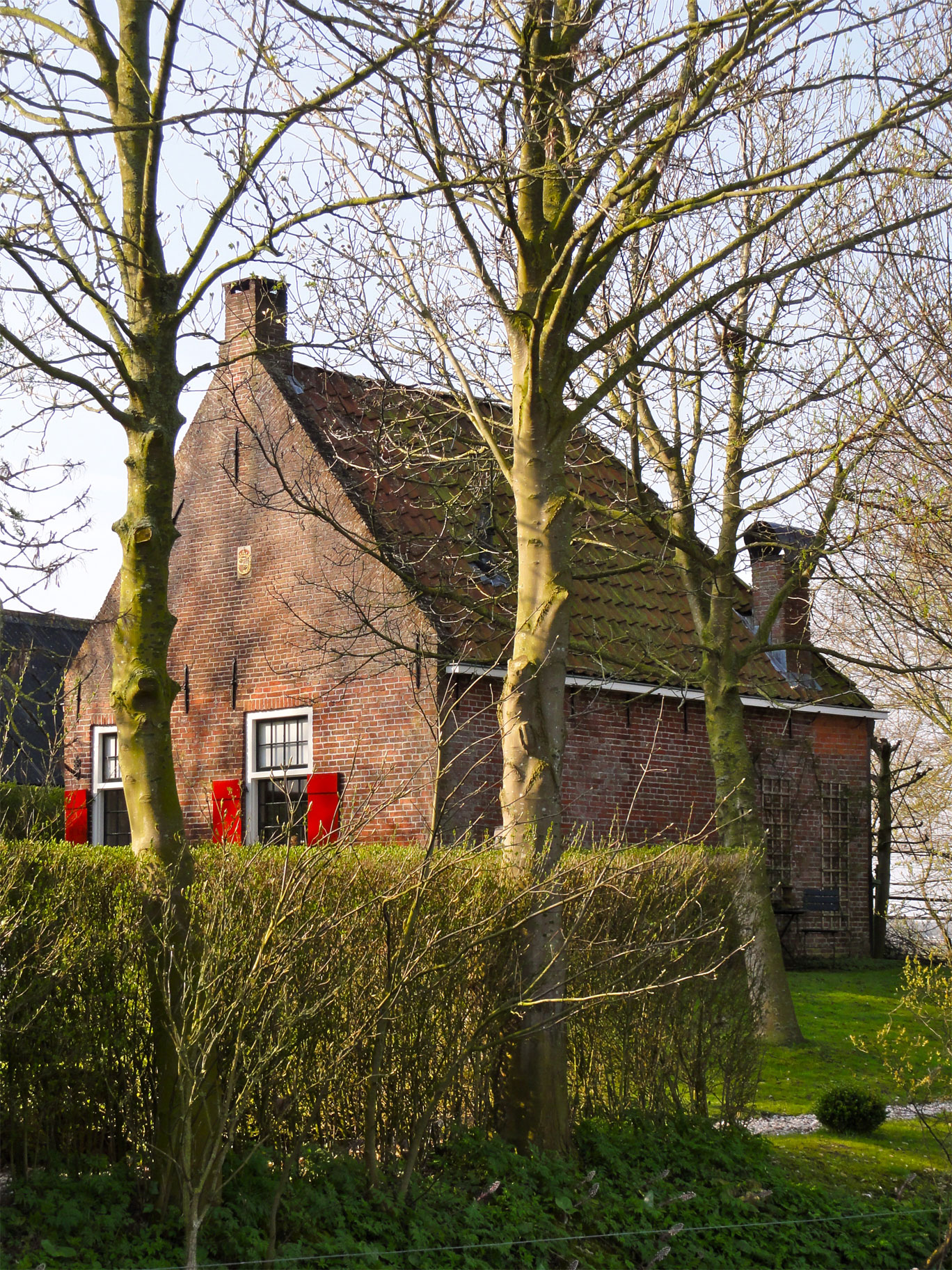
Sarrieshut aan de Schatsborgerweg in 't Zandt